# Kennet Lara
Kennet Michel Lara Arbunić (Pichidegua, Chile; 10 de junio de 1999) es un futbolista chileno. Juega de defensa.

## Trayectoria
Formado en las inferiores de , fue promovido al primer equipo en 2018.
En la temporada 2022, fue cedido al Barnechea en la Primera B.

## Selección nacional
Formó parte de la selección sub-20 de Chile.

## Estadísticas
| Club                 | Div.          | Temporada     | Liga  | Liga  | Copas nacionales | Copas nacionales | Torneos internacionales | Torneos internacionales | Total | Total |
| Club                 | Div.          | Temporada     | Part. | Goles | Part.            | Goles            | Part.                   | Goles                   | Part. | Goles |
| -------------------- | ------------- | ------------- | ----- | ----- | ---------------- | ---------------- | ----------------------- | ----------------------- | ----- | ----- |
| Curicó Unido · Chile | 1.ª           | 2018          | 11    | 1     | —                | —                | —                       | —                       | 11    | 1     |
| Curicó Unido · Chile | 1.ª           | 2019          | 6     | 0     | 2                | 0                | —                       | —                       | 8     | 0     |
| Curicó Unido · Chile | 1.ª           | 2020          | 6     | 0     | —                | —                | —                       | —                       | 6     | 0     |
| Curicó Unido · Chile | 1.ª           | 2021          | 0     | 0     | —                | —                | —                       | —                       | 0     | 0     |
| Curicó Unido · Chile | 1.ª           | 2022          | 2     | 0     | —                | —                | —                       | —                       | 2     | 0     |
| Barnechea · Chile    | 2.ª           | 2022          | 17    | 2     | 2                | 1                | —                       | —                       | 19    | 3     |
| Barnechea · Chile    | Total club    | Total club    | 17    | 2     | 2                | 1                | 0                       | 0                       | 19    | 3     |
| Curicó Unido · Chile | 1.ª           | 2023          | 7     | 2     | —                | —                | —                       | —                       | 7     | 2     |
| Curicó Unido · Chile | Total club    | Total club    | 32    | 3     | 2                | 0                | 0                       | 0                       | 34    | 3     |
| Total carrera        | Total carrera | Total carrera | 49    | 5     | 4                | 1                | 0                       | 0                       | 53    | 6     |
| 1. 2.                |               |               |       |       |                  |                  |                         |                         |       |       |